# Mein eigen Fleisch und Blut
Mein eigen Fleisch und Blut ist ein deutscher Fernsehfilm, der unter der Regie von Vivian Naefe entstand. Als Hauptdarsteller wirken Veronica Ferres und Kostja Ullmann mit. Der Film wurde beim Filmfest München 2011 aufgeführt und am 23. April 2012 im Programm des ZDF erstausgestrahlt.

## Handlung
Franziska musste als Jugendliche ihren neugeborenen Sohn auf Druck ihrer Eltern zur Adoption freigeben. Ihren Freund Thorsten zeigte der Vater wegen einer angeblichen Vergewaltigung an.
25 Jahre später ist Franziska eine erfolgreiche Karrierefrau. Die Ereignisse um ihren Sohn holen sie ein, als ihr Lebensgefährte Robert den Wunsch nach Kindern äußert. Franziska macht sich auf die Suche nach ihrem Sohn Oliver, der in verschiedenen Heimen und Pflegefamilien aufgewachsen ist. Als sie ihn schließlich in München findet, muss sie feststellen, dass Oliver drogensüchtig ist. Mit seiner Freundin Sandy hat er inzwischen selbst ein Kind. Sie überredet ihn zu einem Entzug und unterstützt ihn dabei. Unerwartete Hilfe erhält sie dabei von Thorsten.
Sandy und Oliver planen einen Umzug nach Rosenheim, wo sie ein neues Leben anfangen wollen. Oliver stirbt jedoch an einer Sepsis als Folge seines jahrelangen Drogenkonsums.

## Kritiken
„Plakatives (Fernseh-)Drama, das zwar darstellerisch mitunter beeindruckt, dem aber bis zum Ende jegliche Zwischentöne fehlen.“

„Und trotzdem kann das sehr auf Veronica Ferres in der Hauptrolle zugeschriebene Drama nicht ganz überzeugen. (...) Maßlos übertrieben ihre Gefühlsausbrüche, etwa, wenn sie heulend auf einem Hausdach sitzt. Einzig Ullmann sorgt dafür, dass dieser etwas klapprige Film nicht gänzlich in sich zusammenfällt.“

„erstens spielt die Ferres hier mit der Ausdruckskraft einer Kuckucksuhr, und zweitens geht der bemühten Inszenierung von Vivian Naefe ("Die wilden Hühner") der Sinn für Wahrhaftigkeit ab.“

## Auszeichnungen
Kostja Ullmann wurde 2012 für den Bambi in der Kategorie „Bester Schauspieler national“ nominiert.